# Милославская, Стася
Анастаси́я Петро́вна (Ста́ся) Милосла́вская (род. 4 мая 1995, Москва) — российская актриса театра и кино.

## Биография
Родилась 4 мая 1995 года в Москве.
Отец — музыкант и композитор Пётр Тюмин, художественный руководитель ансамбля; мать работала моделью, пела в мюзиклах, была переводчиком с итальянского.
Занималась в детском Театре-студии «Рампа». В 2013—2017 годах училась в Школе-студии МХАТ у Евгения Писарева. После окончания учебного заведения была принята в труппу Театра имени Пушкина. Играет в спектаклях Театра имени М. Ермоловой «Утюги», «Ромео и Джульетта. Версия», «Утиная охота», «Текст».
Дебютировала в кино в 2016 году, исполнив роль в фильме «Коробка». В 2019 году снялась в фильме Б. Акопова «Бык», за роль в котором была номинирована на премию «Золотой орёл».

### Личная жизнь
С 2019 по 2023 год состояла в отношениях с актёром Александром Петровым, с которым познакомилась на съёмках фильма «Стрельцов».

## Творчество

### Роли в театре
Московский драматический театр имени М. Н. Ермоловой
- «Утюги» А. Яблонской (реж. А. Размахов) — Мария
- «Господин Слуга» Р. Бин, адаптация «Слуги двух господ» К. Гольдони (реж. Ю. Квятковский) — Паулина Кленч
- «Дачники» М. Горького (реж. Е. Марчелли) — Варвара Михайловна
- «Покорность» (по роману М. Уэльбека) (реж. Т. Баталов) — Мириам
- «Крем» (реж. А. Золотовицкий) — Милана
- «Петя и волк» (реж. К. Бесолти)
- «Утиная охота» А. Вампилова (реж. Е. Марчелли) — Ирина

Театр имени А. С. Пушкина
- «Одолжите тенора!» (реж. Е. Писарев) — Мэгги
- «Женитьба Фигаро» (реж. Е. Писарев)

### Фильмография
| Год  |     | Название              | Роль                      |
| ---- | --- | --------------------- | ------------------------- |
| 2015 | ф   | Коробка               | Настя                     |
| 2016 | с   | Красные браслеты      | Кристина (Девчонка)       |
| 2016 | ф   | #Всё_исправить!?!     | Маша                      |
| 2016 | кор | Гардеробщица          | Имя персонажа не указано  |
| 2015 | с   | Дом фарфора           | Катя Королёва             |
| 2017 | ф   | Близкие               | Даша                      |
| 2017 | кор | Толстая               | Катя                      |
| 2017 | с   | Призрак Опера         | Ника                      |
| 2017 | ф   | Подвал                | Ленка                     |
| 2018 | ф   | Счастья! Здоровья!    | Гузель                    |
| 2018 | с   | Конная полиция        | Настя                     |
| 2018 | с   | Обычная женщина       | Лена, подруга Кати        |
| 2018 | с   | 90-е. Весело и громко | Женя Шемякина, вокалистка |
| 2019 | ф   | Бык                   | Таня                      |
| 2019 | кор | Ульяна                | Имя персонажа не указано  |
| 2020 | с   | Колл-центр            | Оля                       |
| 2020 | ф   | На острие             | Кира Егорова, саблистка   |
| 2020 | ф   | Один вдох             | Аня Гордеева              |
| 2020 | ф   | Стрельцов             | Алла Деменко (Стрельцова) |
| 2020 | ф   | Огонь                 | Катя                      |
| 2021 | ф   | Рашн Юг               | Ксюша                     |
| 2021 | с   | Совершенно летние     | Ксюша                     |
| 2022 | с   | С холода              | Аня Петрова               |
| 2022 | ф   | Шаман                 | Имя персонажа не указано  |
| 2022 | с   | Пансион               | Полина                    |
| 2022 | кор | Лифт                  | Имя персонажа не указано  |
| 2023 | с   | Лада Голд             | Кира                      |
| 2024 | с   | Челюскин. Первые      | Имя персонажа не указано  |
| 2024 | ф   | Икария                | ребенок                   |
| 2024 | ф   | Гений                 | Имя персонажа не указано  |
| 2024 | ф   | Роднина               | Имя персонажа не указано  |
| 2024 | с   | Первый класс          | Наташа                    |
| 2024 | с   | Столыпин              | Наталья Климова           |
| 2024 | с   | Взрослые              | Соня                      |

## Награды
- 2020 — номинация на премию «Золотой орёл» за лучшую женскую роль в кино («Бык»)
- 2021 — номинация на премию «Золотой орёл» за лучшую женскую роль в кино («Стрельцов»)